# Atención selectiva
La Atención selectiva es la capacidad cognitiva que nos permite seleccionar aquellos estímulos a los que queremos atender y desechar el resto. La inhibición atencional de los estímulos relevantes es la que la diferencia de otros tipos de atención.  Este tipo de atención se ha descrito originalmente en el modelo de Sholberg y Mateer (1987). Sin embargo, el modelo de Posner y Petersen (1990) hace referencia a este tipo de atención. 

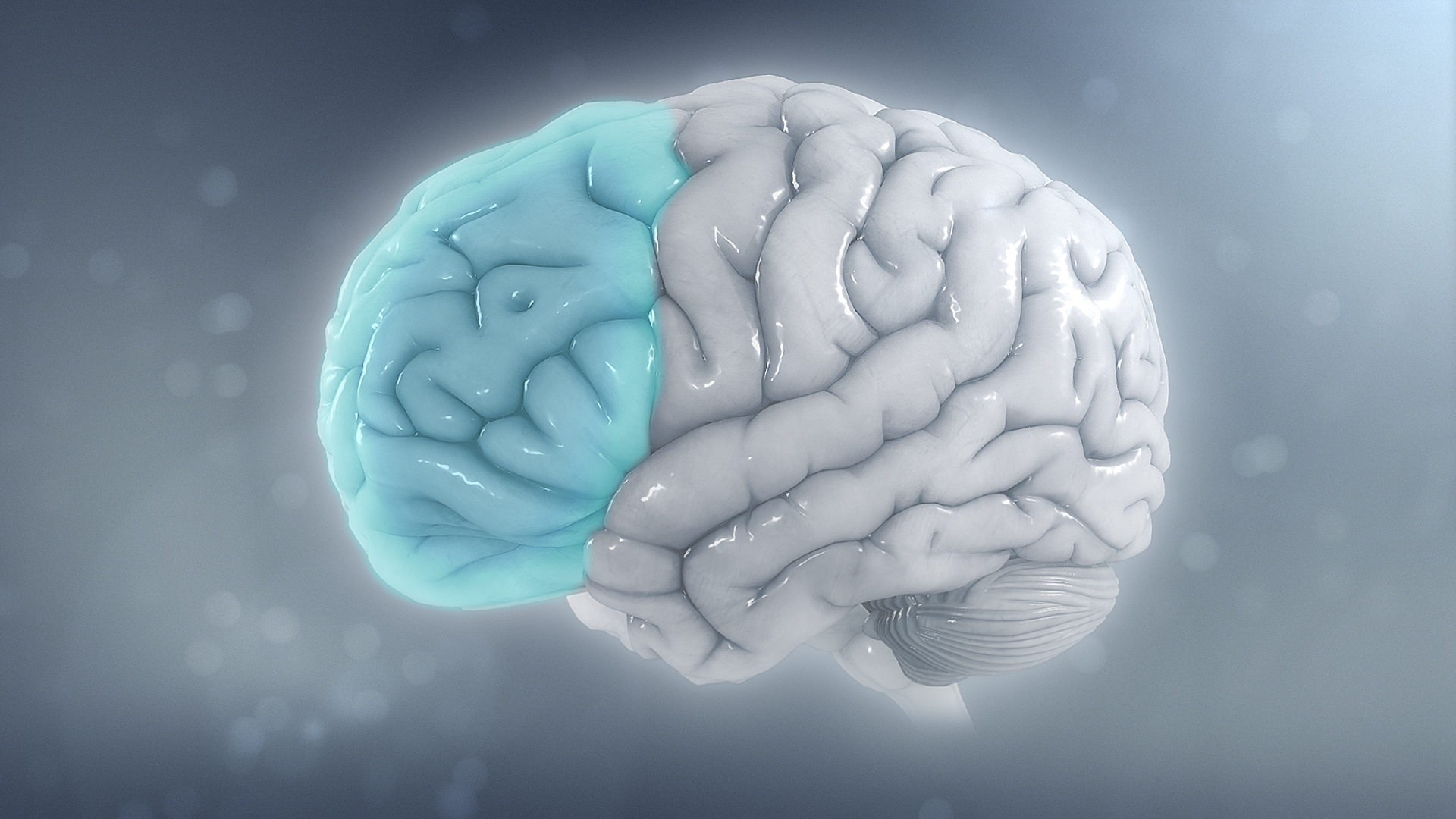

## Modelo clínico y jerárquico de la atención de Sholberg y Mateer (1987)
La atención selectiva se describió como tal en el modelo de atención jerárquica de Sohlberg y Mateer (1987). Se trata de un modelo clínico basado en las observaciones a raíz de estudios experimentales sobre el estudio de la atención en pacientes con daño cerebral. Su principal postulado es que las distintas dimensiones de la atención se organizan de manera jerárquica de tal manera que el funcionamiento de los niveles atencionales superiores (de mayor complejidad) dependen del correcto funcionamiento de los niveles atencionales inferiores (más simples). En este modelo, los distintos niveles atencionales son los siguientes:   

#### Arousal
Es el nivel de atención más básico. Se refiere a la capacidad de estar despierto y mantenerse alerta para poder procesar estímulos y órdenes.

#### Atención focalizada
Es la capacidad para focalizar la atención en un estímulo concreto (visual, auditivo, táctil).

#### Atención sostenida
Es la capacidad para focalizar la atención en un estímulo concreto durante un periodo de tiempo determinado. Se pueden identificar dos componentes en esta dimensión atencional: vigilancia y concentración. La vigilancia se refiere a la capacidad de detección de un estímulo mientras que la concentración se refiere a la capacidad de mantener activa en la mente una información determinada. Para que la atención sostenida se de con éxito, es necesario que la atención focalizada esté preservada.

#### Atención selectiva
Se refiere a la capacidad de seleccionar estímulos relevantes y de ignorar aquellos estímulos que son irrelevantes. Esta dimensión atencional supone que se debe desechar aquella información que es irrelevante. Se trata de una dimensión atencional más compleja que las anteriores porque supone un análisis más detallado de las características de los estímulos para poder hacer la selección. Este proceso de selección va a depender de las características de los estímulos, como son su dimensión, su intensidad, el movimiento, la posición, la novedad, la congruencia con el contexto, la valencia emocional, etc.

#### Atención alternante
Se refiere a la capacidad de alternar el foco atencional entre dos tareas que requieren demanda cognitiva manteniendo un resultado exitoso en ambas.

#### Atención dividida
Se trata de la dimensión atencional más compleja. Es la capacidad de dividir los recursos atencionales entre dos tareas manteniendo un rendimiento. Se diferencia de la atención alternante en que los recursos atencionales no se centran primero en una tarea y después en otra. En este caso, los recursos atencionales se distribuyen entre las dos tareas de tal manera que se hagan a la vez.

## Modelo de redes atencionales de Posner y Petersen (1990)
Se trata de un modelo funcional y anatómico propuesto por Posner y Petersen en 1990 que diferencia tres tipos de atención:

#### Red de alerta
Se trata de la red referente a la activación con objetivo de responder a estímulos. Se corresponde con un tipo de atención totalmente voluntaria, controlada y orientada a metas, lo que se conoce como atención endógena. En comparación con el modelo de Sohlberg y Mateer (1987), se correspondería con el arousal, la atención focalizada y la atención sostenida. Esta red se localiza en las regiones frontoparietales derechas y en los sistemas de activación cortical, que son la formación reticular, el locus ceruleus y los núcleos de rafe. 

#### Red de orientación
Se trata de la red que dirige el foco atencional a estímulos novedosos. Esta red se correspondería tanto con la atención endógena como con la atención exógena. Esta última clase de atención se caracteriza por ser involuntaria, automática y momentánea. Inicialmente la atención se centraría en un estímulo (atención endógena), pero llegado un momento, un estímulo novedoso del entorno va a cambiar el foco atencional (atención exógena). En comparación con el modelo de Sholberg y Mateer (1987), se correspondería con la atención selectiva. Esta red se localiza en regiones frontoparietales como son la unión temporoparietal, los campos oculares frontales, el colículo superior y el núcleo pulvinar del tálamo.

#### Red ejecutiva
Se trata de la red que se centra en los aspectos más complejos de la atención. Se centra en la toma de decisiones o la planificación. Esta red se correspondería con la atención endógena y supone el control de procesos cognitivos de nivel superior. En comparación con el modelo de Sholberg y Mateer (1987) se correspondería con la atención selectiva, la atención alternante y la atención dividida. Esta red se localiza en la corteza prefrontal dorsolateral, la corteza cingulada anterior dorsal (para aspectos cognitivos), la corteza cingulada anterior ventral (Para aspectos afectivos) y los ganglios basales. 